# Trichoniscus bassoti
Trichoniscus bassoti är en kräftdjursart som beskrevs av Albert Vandel 1960A. Trichoniscus bassoti ingår i släktet Trichoniscus och familjen Trichoniscidae. Inga underarter finns listade i Catalogue of Life.